# Fußball-Weltmeisterschaft 1998/Mexiko
Dieser Artikel behandelt die mexikanische Fußballnationalmannschaft bei der Fußball-Weltmeisterschaft 1998.

## Qualifikation

### Halbfinalrunde
| St. Vincent und die Grenadinen | - | Mexiko                         | 0:3 |
| Honduras                       | - | Mexiko                         | 2:1 |
| Mexiko                         | - | Jamaika                        | 2:1 |
| Mexiko                         | - | St. Vincent und die Grenadinen | 5:1 |
| Mexiko                         | - | Honduras                       | 3:1 |
| Jamaika                        | - | Mexiko                         | 1:0 |

### Finalrunde
| Mexiko      | - | Kanada      | 4:0 |
| Costa Rica  | - | Mexiko      | 0:0 |
| Mexiko      | - | Jamaika     | 6:0 |
| USA         | - | Mexiko      | 2:2 |
| El Salvador | - | Mexiko      | 0:1 |
| Mexiko      | - | El Salvador | 5:0 |
| Kanada      | - | Mexiko      | 2:2 |
| Mexiko      | - | USA         | 0:0 |
| Mexiko      | - | Costa Rica  | 3:3 |
| Jamaika     | - | Mexiko      | 0:0 |

## Mexikanisches Aufgebot
| Nr.               | Name                | Verein vor WM-Beginn  | Geburtstag | Spiele   | Tore     |          |          |
| Torhüter          | Torhüter            | Torhüter              | Torhüter   | Torhüter | Torhüter | Torhüter | Torhüter |
| ----------------- | ------------------- | --------------------- | ---------- | -------- | -------- | -------- | -------- |
| 1                 | Jorge Campos        | Chicago Fire          | 15.10.1966 | 4        | 0        | 0        | 0        |
| 12                | Oswaldo Sánchez     | Club América          | 21.09.1973 | 0        | 0        | 0        | 0        |
| 22                | Óscar Pérez         | CD Cruz Azul          | 01.02.1973 | 0        | 0        | 0        | 0        |
| Abwehrspieler     |                     |                       |            |          |          |          |          |
| 2                 | Claudio Suárez      | Deportivo Guadalajara | 17.12.1968 | 4        | 0        | 0        | 0        |
| 3                 | Joel Sánchez        | Deportivo Guadalajara | 17.08.1974 | 2        | 0        | 0        | 0        |
| 4                 | Germán Villa        | Club América          | 02.04.1973 | 3        | 0        | 1        | 0        |
| 5                 | Duilio Davino       | Club América          | 21.03.1976 | 4        | 0        | 1        | 0        |
| 16                | Isaac Terrazas      | Club América          | 23.01.1973 | 0        | 0        | 0        | 0        |
| 18                | Salvador Carmona    | Deportivo Toluca      | 22.08.1975 | 2        | 0        | 1        | 0        |
| Mittelfeldspieler |                     |                       |            |          |          |          |          |
| 6                 | Marcelino Bernal    | CF Monterrey          | 27.05.1962 | 2        | 0        | 0        | 0        |
| 7                 | Ramón Ramírez       | Deportivo Guadalajara | 05.12.1969 | 3        | 0        | 1        | 0        |
| 8                 | Alberto García Aspe | Club América          | 11.05.1967 | 4        | 1        | 1        | 0        |
| 13                | Pável Pardo         | CF Atlas              | 26.07.1976 | 3        | 0        | 0        | 1        |
| 14                | Raúl Lara           | Club América          | 28.02.1973 | 4        | 0        | 0        | 0        |
| 19                | Braulio Luna        | UNAM Pumas            | 08.09.1974 | 2        | 0        | 0        | 0        |
| 20                | Jaime Ordiales      | Deportivo Toluca      | 23.12.1962 | 2        | 0        | 1        | 0        |
| 21                | Jesús Arellano      | Deportivo Guadalajara | 08.05.1973 | 4        | 0        | 0        | 0        |
| Stürmer           |                     |                       |            |          |          |          |          |
| 9                 | Ricardo Peláez      | Club América          | 14.03.1963 | 3        | 2        | 1        | 0        |
| 10                | Luis García         | CF Atlante            | 01.06.1969 | 0        | 0        | 0        | 0        |
| 11                | Cuauhtémoc Blanco   | Necaxa                | 17.01.1973 | 4        | 1        | 2        | 0        |
| 15                | Luis Hernández      | Necaxa                | 22.12.1968 | 4        | 4        | 1        | 0        |
| 17                | Francisco Palencia  | CD Cruz Azul          | 28.04.1973 | 2        | 0        | 0        | 0        |
| Trainer           |                     |                       |            |          |          |          |          |
|                   | Manuel Lapuente     |                       | 15.05.1944 |          |          |          |          |

## Spiele der mexikanischen Mannschaft
Bei dieser Weltmeisterschaft lief es gut für Mexiko, wenn der Gegner das erste Tor erzielte. Denn „El Tri“ lag in allen 3 Gruppenspielen zurück und verlor dennoch kein einziges Vorrundenspiel. Als Mexiko im Achtelfinale dann aber selbst mit 1:0 in Führung ging, folgte eine 1:2-Niederlage und das WM-Aus.

### Vorrunde
- Südkorea -  Mexiko 1:3 (1:0)

Stadion: Stade Gerland (Lyon)
Zuschauer: 39.133
Schiedsrichter: Günter Benkö (Österreich)
Tore: 1:0 Ha (28.), 1:1 Peláez (51.), 1:2 Hernández (74.), 1:3 Hernández (84.)
Im ersten Spiel gegen Südkorea schockte Ha Seok-ju die Mexikaner mit seinem Freistoßtor in der 28. Minute aus rund 25 Metern Entfernung, wobei der in der mexikanischen Mauer postierte Duilio Davino den Ball noch mit dem Kopf abfälschte, so dass er für seinen Schlussmann Jorge Campos unerreichbar war. Nur zwei Minuten später schockte der Torschütze dann aber seine eigene Mannschaft, als er wegen groben Foulspiels die Rote Karte erhielt und den Platz vorzeitig verlassen musste. Obwohl die Koreaner die Führung noch in die Pause retten konnten, machte sich die zahlenmäßige Unterlegenheit in der zweiten Halbzeit bemerkbar. Zunächst gelang dem zur Pause eingewechselten Ricardo Peláez nach einem Eckstoß in der 51. Minute der Ausgleich, bevor ein Doppelschlag von Luis Hernández (74. und 84. Minute) den Auftaktsieg der Mexikaner besiegelte. 
- Belgien -  Mexiko 2:2 (1:0)

Stadion: Parc Lescure (Bordeaux)
Zuschauer: 31.800
Schiedsrichter: Hugh Dallas (Schottland)
Tore: 1:0 Wilmots (43.), 2:0 Wilmots (47.), 2:1 García Aspe (55.) 11m, 2:2 Blanco (62.)
Mit seinen beiden Toren unmittelbar vor und nach dem Pausenpfiff brachte der zu jener Zeit beim FC Schalke 04 unter Vertrag stehende Marc Wilmots die „roten Teufel“ mit 2:0 in Führung. Nach einem Foul an Ramón Ramírez stellte der schottische Schiedsrichter Hugh Dallas den Verursacher Gert Verheyen vom Platz. Damit war das Kräfteverhältnis wieder hergestellt, nachdem bereits in der 29. Minute der mexikanische Verteidiger Pável Pardo – der neun Jahre später mit dem VfB Stuttgart die deutsche Fußballmeisterschaft gewinnen sollte – vorzeitig den Platz verlassen musste. Den fälligen Strafstoß verwandelte Alberto García Aspe mit einem platzierten Schuss gegen den sich für die richtige Ecke entscheidenden belgischen Torhüter Filip De Wilde zum Anschlusstreffer für die Mexikaner, für die Cuauhtémoc Blanco fünf Minuten später den Ausgleich erzielte und den wichtigen Punktgewinn sicherte.
- Niederlande -  Mexiko 2:2 (2:0)

Stadion: Stade Geoffroy-Guichard (Saint-Étienne)
Zuschauer: 30.600
Schiedsrichter: Abdul Rahman al-Zaid (Saudi-Arabien)
Tore: 1:0 Cocu (4.), 2:0 R. de Boer (18.), 2:1 Peláez (75.), 2:2 Hernández (90.)
Vor dem letzten Spieltag führte die Niederlande die Gruppe mit 5:0 Toren und 4 Punkten vor den Mexikanern mit 5:3 Toren und ebenso vielen Punkten an. Ein Unentschieden hätte den Niederländern daher auf jeden Fall zum Weiterkommen gereicht, während Mexiko dann vom Ergebnis der Belgier abhängig gewesen wäre, die mit 2:2 Toren und 2 Punkten auf dem dritten Platz lauerten und mit Südkorea den vermeintlich leichtesten Gegner hatten. Um es vorweg zu nehmen: Belgien kam gegen Südkorea nicht über ein 1:1 hinaus und so hätte Mexiko sich bereits bei einer Niederlage mit nur einem Tor Unterschied für die Finalrunde qualifiziert. Doch das war vor und während des Spiels natürlich nicht bekannt. 
Daher war es für Mexiko die viel zitierte „kalte Dusche“, als Phillip Cocu bereits in der vierten Minute nach einem die gesamte mexikanische Abwehr aushebelnden Pass frei vor Torhüter Campos auftauchte und „Oranje“ mit 1:0 in Führung brachte. Nach dem baldigen 2:0 durch Ronald de Boer in der 19. Minute, als die mexikanische Abwehr erneut schlecht aussah, schien es ein unangenehmer Nachmittag für das mexikanische Team und alle seine Fans zu werden, zumal im Parallelspiel Luc Nilis die Belgier bereits in der siebten Minute mit 1:0 in Führung gebracht hatte. Berechtigte Hoffnung für „El Tri“ kam in der 75. Minute beider Begegnungen auf, als Ricardo Peláez den Anschlusstreffer für Mexiko und Yu Sang-cheol den Ausgleich für Südkorea erzielte. Durch diese Konstellation waren die Mexikaner bereits für das Achtelfinale qualifiziert, doch jedes weitere Tor für die Belgier hätte sie wieder aus dem Turnier geworfen. Um sicher weiterzukommen,  mussten sie also versuchen, den Ausgleich zu erzielen. Dieser fiel in der vierten Minute der Nachspielzeit, als Jaap Stam über einen Ball trat, den der hinter ihm lauernde Luis Hernández aufnehmen und – frei vor dem niederländischen Edwin van der Sar zum Schuss kommend – verwandeln konnte.

### Achtelfinale
| 29.800 | Stade de la Mosson (Montpellier) | Deutschland | Mexiko | Vítor Melo Pereira (Portugal) | 2:1 (0:0) | 0:1 Hernández (47.) 1:1 Klinsmann (75.) 2:1 Bierhoff (86.) |

Ein Weitschuss von Francisco Palencia aus mindestens 30 Metern Entfernung hätte sich in der 16. Minute beinahe zur ersten Torgefahr entwickelt, weil Andreas Köpke den Ball nicht unter Kontrolle bringen konnte und nach vorne abprallen ließ. Vier Minuten später stürmte Jürgen Klinsmann allein auf das mexikanische Tor zu, doch weil ihm der Ball verspang und der mexikanische Torhüter aufgepasst hatte, konnte Jorge Campos diese Szene spektakulär entschärfen. Auch bei einer langen Flanke auf den in den Strafraum laufenden Markus Babbel zehn Minuten später war Campos auf dem Posten. Weitere gute Chancen ergaben sich für die deutsche Mannschaft, als Campos in der 38. Minute einen gefährlichen Schuss von Michael Tarnat parierte und Oliver Bierhoff zwei Minuten später freistehend im Fünfmeterraum zum Kopfball ansetzen konnte, aber nur die Torlatte traf. In der 43. Minute hatte erneut Palencia eine gute Möglichkeit, doch Köpke konnte seinen Schuss mit dem rechten Fuß parieren.  
Zwei Minuten nach Wiederanpfiff gingen die Mexikaner in Führung, nachdem Luis Hernández sich geschickt durch die deutsche Abwehr manövriert hatte. In der 62. Minute hätte „El Tri“ auf 2:0 erhöhen können, doch der Schuss des eingewechselten Jesús Arellano landete am Pfosten und die sich daraufhin ergebende Chance des nur sechs Meter frei vor dem Tor stehenden Hernández kam so zentral auf das Tor, dass Köpke den Ball abfangen konnte. 
Nach einem Fehler von Raúl Lara, dem der Ball durch die Beine rutschte, kam der hinter ihm lauernde Klinsmann aus kürzester Distanz frei zum Schuss und ließ dem mexikanischen Torhüter keine Abwehrgelegenheit. In der 86. Minute war wiederum Lara einen Schritt zu spät gegen Oliver Bierhoff, der einen Kopfball aus rund elf Metern Entfernung zur 2:1-Entführung im mexikanischen Tor unterbrachte. Kurz vor dem Abpfiff hatten die Mexikaner in der dritten Minute der Nachspielzeit noch eine gute Gelegenheit zum Ausgleich, nachdem Cuauhtémoc Blanco eine Flanke in den deutschen Strafraum gebracht hatte. Doch der Kopfball von Hernández, der vier Tage zuvor in der Nachspielzeit gegen die Niederlande verwandelt und die Mexikaner in diesem Spiel in Führung gebracht hatte, war zu unplatziert und daher kein Problem für Köpke.